# Fumiya Iwamaru
Fumiya Iwamaru (født 4. december 1981) er en tidligere japansk fodboldspiller.
Han har spillet for flere forskellige klubber i sin karriere, herunder Vissel Kobe, Júbilo Iwata, Thespakusatsu Gunma, Avispa Fukuoka, Yokohama FC, Roasso Kumamoto og V-Varen Nagasaki.